# Coquitlam-Moody (circonscription britanno-colombienne)
Pour les articles homonymes, voir Coquitlam (homonymie) et Moody.
Circonscription électorale provinciale du Canada
Coquitlam-Moody est une ancienne circonscription provinciale de la Colombie-Britannique représentée à l'Assemblée législative de la Colombie-Britannique de 1979 à 1991.

## Géographie
La circonscription représentait la ville de Coquitlam et de Port Moody dans la région de Vancouver.

## Liste des députés
| Législature                                          | Années                                             | Député                                             | Député                                             | Parti                                              |
| Coquitlam-Moody Circonscription issue de Coquitlam   | Coquitlam-Moody Circonscription issue de Coquitlam | Coquitlam-Moody Circonscription issue de Coquitlam | Coquitlam-Moody Circonscription issue de Coquitlam | Coquitlam-Moody Circonscription issue de Coquitlam |
| ---------------------------------------------------- | -------------------------------------------------- | -------------------------------------------------- | -------------------------------------------------- | -------------------------------------------------- |
| 32e                                                  | 1979–1983                                          |                                                    | Stuart Malcolm Leggatt                             | Néo-démocrate                                      |
| 33e                                                  | 1983–1986                                          |                                                    | Mark Rose                                          | Néo-démocrate                                      |
| 34e                                                  | 1986–1991                                          |                                                    | Mark Rose                                          | Néo-démocrate                                      |
| Circonscription abolie, voir Coquitlam-Maillardville |                                                    |                                                    |                                                    |                                                    |